# Anders Gabrielsson
Anders Martinus Gabrielsson, född 18 april 1917 i Älvdalen i Kopparbergs län, död 7 mars 1963 i Avesta, var en svensk målare och konsthantverkare.

## Biografi
Gabrielsson var son till kontraktsprosten Sam Gabrielsson och Jenny Maria Beer, och bror till Olle och Jan Gabrielsson. Han studerade vid Högre konstindustriella skolan i Stockholm och under studieresor till Danmark och Paris. Gabrielsson debuterade i en utställning i Rättvik 1943 och medverkade därefter i samlingsutställningar i Rättvik, Falun, Ludvika och Sala. 
Bland hans offentliga verk märks fondmålningar i AB Svenska Trähus bystuga i Vad, oljemålningen i Ovanmyra missionshus, altartavlan i Hedemora gravkapell, glasmålningar i Gagnefs kyrka och Stjärnsunds kyrka, porträttmåleri i Rättviks kyrka och en landskapsmålning och ett blomsterstilleben vid Kungliga Flygkrigsskolan. Hans konst består av stafflimåleri som domineras av fantasikompositioner och bibliska motiv.

## Galleri

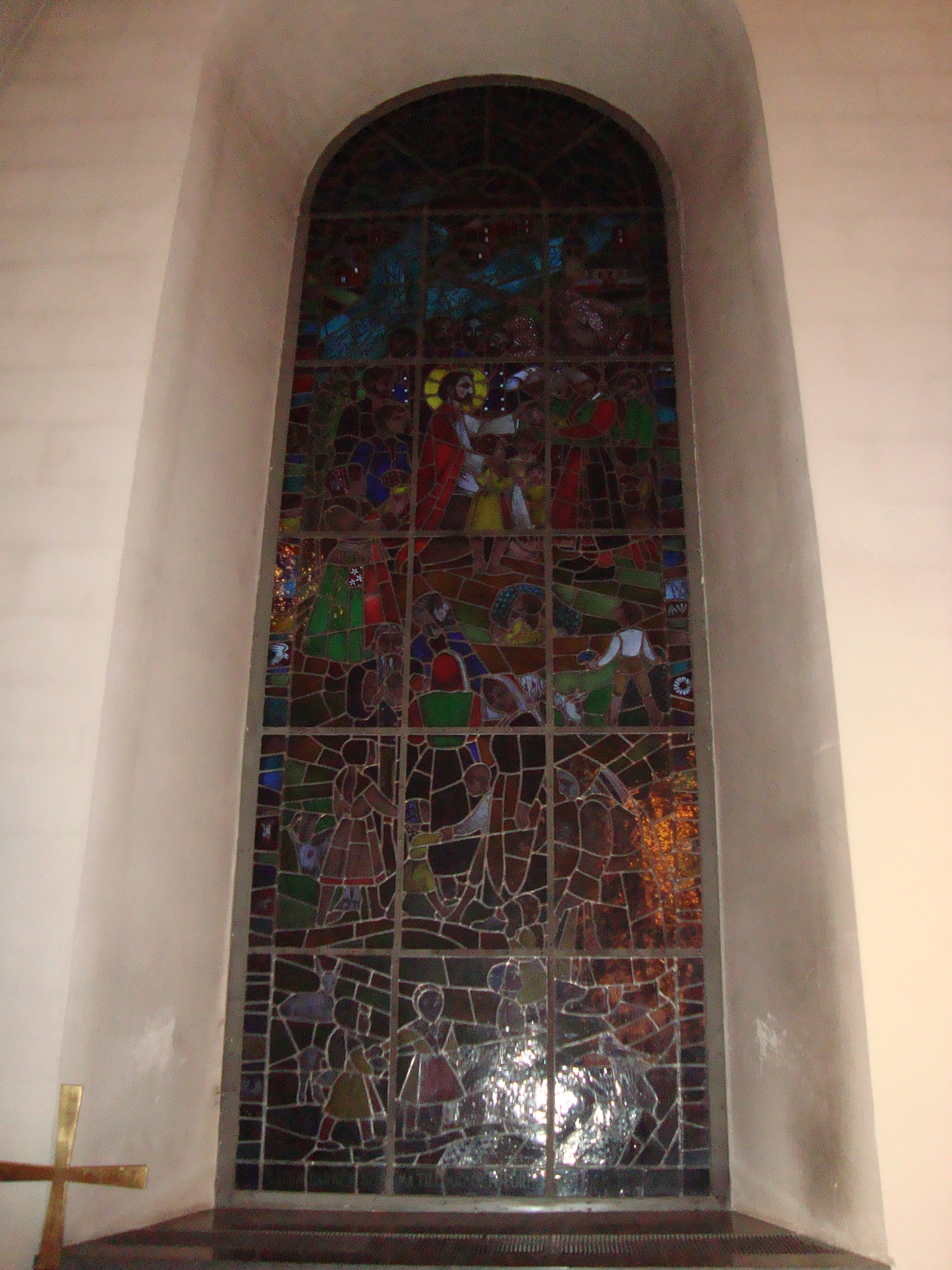
Korfönster i Gagnefs kyrka.
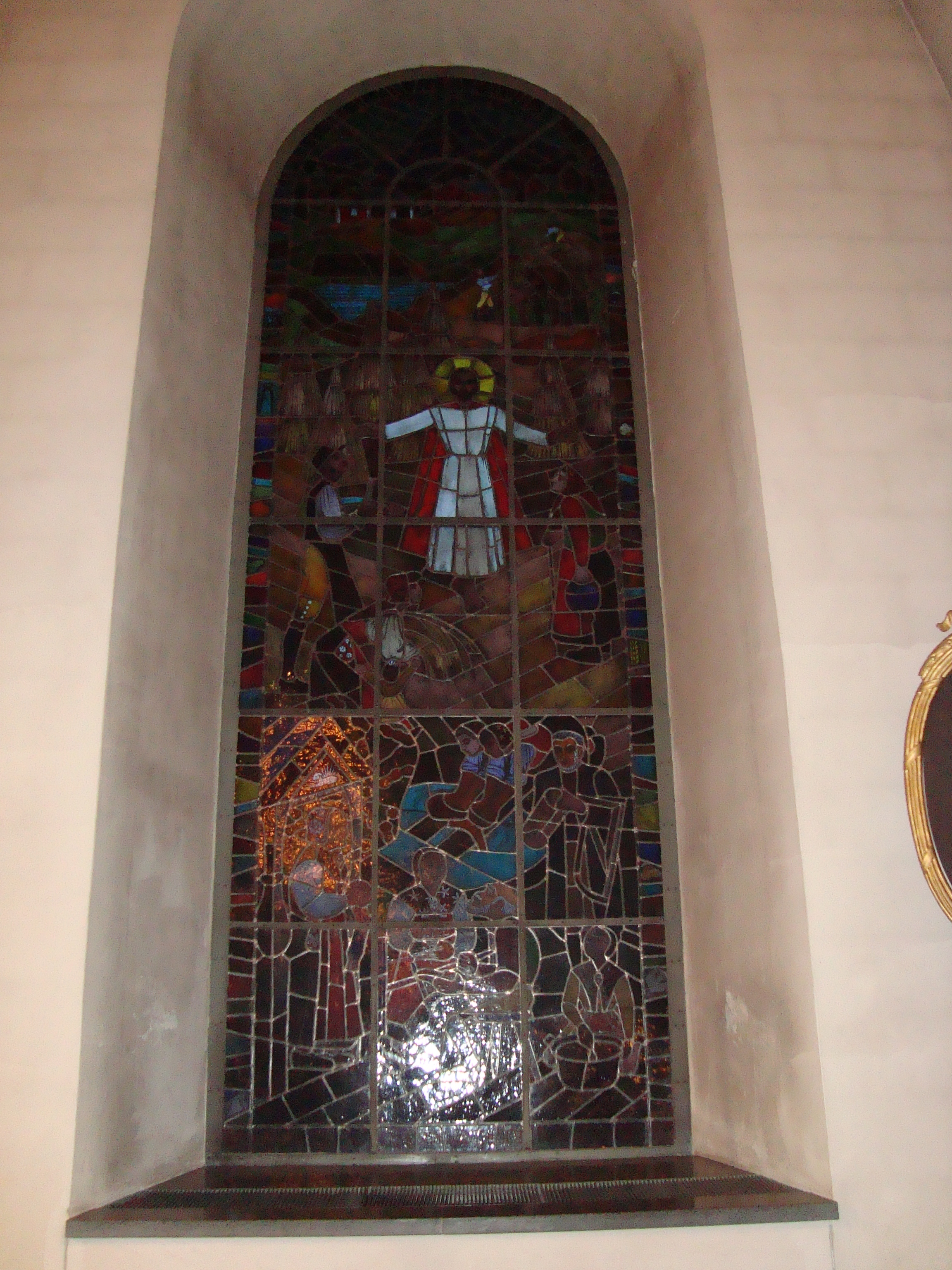
Korfönster i Gagnefs kyrka.